# 1648
| 1648                        |
| --------------------------- |
| Dødsfald - Fødsler          |
| • Begivenheder • Litteratur |

| Gregoriansk kalender | 1648 MDCXLVIII          |
| Ab urbe condita      | 2401                    |
| Armensk kalender     | 1097 ԹՎ ՌՂԷ             |
| Kinesiske kalender   | 4344 – 4345 丁亥 – 戊子 |
| Etiopisk kalender    | 1640 – 1641             |
| Jødisk kalender      | 5408 – 5409             |
| Hindukalendere       |                         |
| - Vikram Samvat      | 1703 – 1704             |
| - Shaka Samvat       | 1570 – 1571             |
| - Kali Yuga          | 4749 – 4750             |
| Iransk kalender      | 1026 – 1027             |
| Islamisk kalender    | 1058 – 1059             |

Konge i Danmark: Christian 4. 1588-1648 og Frederik 3. 1648-1670
Se også 1648 (tal)

## Begivenheder

### Maj
- 15. maj Freden i Münster ratificeres, hvorved Spanien anerkender De Forenede Nederlandes suverænitet

### Juni
- 10. juni giftes Elisabeth Sofie Gyldenløve med Claus Ahlefeldt

### Juli
- 26. juli – Firsårskrigen ender med hollandsk selvstændighed.

### Oktober
- 24. oktober - den Westfalske fred underskrives og markerer afslutningen på Trediveårskrigen

### November
- 23. november - Frederik III bliver konge. Efter tronskiftet anklages Hannibal Sehested for økonomiske misligheder, ligesom Corfitz Ulfeldts finansadministration granskes

### Udateret
- Skåne mister Listerlandet til Blekinge ved en grænsejustering.
- Ove Gjedde fratræder stillingen som rigsadmiral. Han bliver i stedet lensmand på Helsingborg Slot.
- Nicolaus Mercator ansættes ved Københavns Universitet.

- Perrier foretager, på opfordring af Blaise Pascal, et forsøg på toppen af Puy-de-Dôme, hvor det viser sig, at kviksølv kun trykkes op til en højde ca. 80 mm mindre end ved foden af bjerget.
- Fronde-oprøret i Frankrig indledes dette år.
- Jakob, hertug af York flygter til Holland.
- Det russiske folk rejser sig mod bojaren Boris Morozov, der er formynder for Alexej Michailovitch af Rusland. Boris Morozov drager i eksil.

- Luanda, der har været besat af hollænderne siden 1641, generobres af portugiserne og bliver igen Angolas administrationscentrum.

## Dødsfald
- 28. februar: Christian IV på Rosenborg
- 20. maj: Vladislav IV af Polen